# Preseleț, Tărgoviște
Preseleț (în bulgară Преселец) este un sat în comuna Tărgoviște, regiunea Tărgoviște,  Bulgaria. 

## Demografie
Componența etnică a satului Preseleț
     Turci (52,24%)
     Bulgari (8,01%)
     Romi (39,42%)
     Nicio identificare (0,32%)
La recensământul din 2011, populația satului Preseleț era de 312 locuitori. Din punct de vedere etnic, majoritatea locuitorilor (52,24%) erau turci, existând și minorități de romi (39,42%) și bulgari (8,01%). Pentru 0,32% din locuitori nu este cunoscută apartenența etnică.